# Thorvald Stoltenberg
Pour les articles homonymes, voir Stoltenberg.
Thorvald Stoltenberg, né le 8 juillet 1931 à Oslo et mort le 13 juillet 2018 dans la même ville, est un homme politique norvégien.

## Biographie

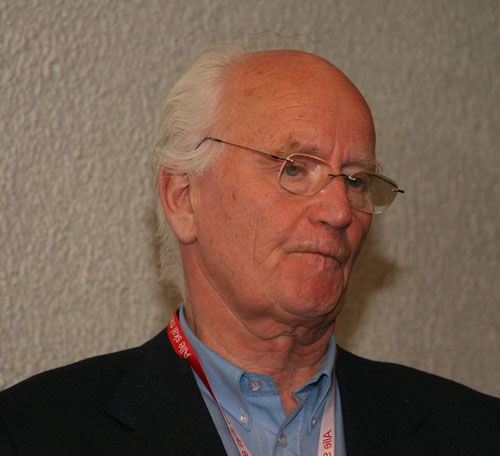
Thorvald Stoltenberg en 2007.

Thorvald Stoltenberg est ministre de la Défense (1979-1981) et ministre des Affaires étrangères (1987-1989 et 1990-1993) dans deux gouvernements travaillistes. De 1989 à 1990, il est l'ambassadeur de la Norvège auprès des Nations unies. Nommé Haut Commissaire des Nations unies pour les Réfugiés (HCR), il prend ses fonctions en janvier 1990, mais surprend tout le monde en démissionnant en novembre, pour retourner au gouvernement de son pays. 
Thorvald Stoltenberg est le père de Jens Stoltenberg.